# Cynoglossum sphacioticum
Cynoglossum sphacioticum är en strävbladig växtart som beskrevs av Pierre Edmond Boissier och Heldr.. Cynoglossum sphacioticum ingår i släktet hundtungor, och familjen strävbladiga växter. Inga underarter finns listade i Catalogue of Life.